# Acacia Villas
Acacia Villas es un lugar designado por el censo ubicado en el condado de Palm Beach en el estado estadounidense de Florida. En el Censo de 2010 tenía una población de 427 habitantes y una densidad poblacional de 2.258,43 personas por km².

## Geografía
Acacia Villas se encuentra ubicado en las coordenadas 26°38′45″N 80°6′38″O / 26.64583, -80.11056. Según la Oficina del Censo de los Estados Unidos, Acacia Villas tiene una superficie total de 0.19 km², de la cual 0.19 km² corresponden a tierra firme y (0%) 0 km² es agua.

## Demografía
Según el censo de 2010, había 427 personas residiendo en Acacia Villas. La densidad de población era de 2.258,43 hab./km². De los 427 habitantes, Acacia Villas estaba compuesto por el 76.58% blancos, el 10.54% eran afroamericanos, el 0% eran amerindios, el 3.75% eran asiáticos, el 0% eran isleños del Pacífico, el 6.79% eran de otras razas y el 2.34% pertenecían a dos o más razas. Del total de la población el 63.23% eran hispanos o latinos de cualquier raza.